# Nordmärkisch
Nordmärkisch ist der niederdeutsche Dialekt der Altmark, Prignitz, Ruppin und Uckermark, und bildet gemeinsam mit dem Mittelmärkischen die noch heute gesprochenen Dialekte des Märkischen. Im Süden wird es durch das Mittelmärkische begrenzt, im Südwesten durch das Elbostfälische, im Westen durch westniederdeutsche Mundarten und im Norden durch das Mecklenburg-Vorpommersche. Die Mundart der Prignitz wird z. T. als Übergangsdialekt zum Mecklenburg-Vorpommerschen betrachtet. Vereinzelt wird auch das Mittelpommersch, das sich östlich an das Vorpommersche und nordöstlich an das Nordmärkische anschließt, noch zum Nordmärkischen gerechnet.

## Abkürzungen in diesem Artikel
- attr. = attributiv
- as. = altsächsisch
- bln. = berlinisch
- Dat. = Dativ
- frz. = französisch
- Gen. = Genitiv
- germ. = (ur-)germanisch
- hd. = hochdeutsch
- lat. = lateinisch
- mlat. = mittellateinisch
- mmk. = mittelmärkisch
- mnd. = mittelniederdeutsch
- mpomm. = mittelpommersch
- mvp. = mecklenburgisch-vorpommersch
- nd. = niederdeutsch
- nmk. = nordmärkisch
- Pl. = Plural
- poln. = polnisch
- präd. = prädikativ
- Sg. = Singular
- slaw. = slawisch

## Beschreibung
Nordmärkisch ist ein ostniederdeutscher Dialekt, der (wie alle märkischen Dialekte) eine starke niederländisch-niederfränkische Prägung aufweist, was die brandenburgische Kolonisation im 12.–13. Jahrhundert widerspiegelt. Die Mark Brandenburg wurde im Zuge der deutschen Ostsiedlung von der Altmark aus besiedelt, die dortigen Dialekte zählen teilweise zum Nordmärkischen, teilweise zum Ostfälischen. Neben niederfränkischen Einflüssen, wie in noch stärkerem Maß vor allem das Mittelmärkische prägen, weist das Nordmärkische daher auch Einflüsse des Elbostfälischen und Westfälischen auf.
Spezifische Merkmale beinhalten:
- einzelne Worte der slawischen Vorbevölkerung, z. B. nmk. Blessnörk „Blesshuhn“ (poln. norek „Tauchvogel“),[6][7] Kiez „Wohngebiet“ (ursprünglich „Fischersiedlung“, vgl. slaw. chyza/chyzy „Haus, Hütte“),[8] v. a. aber zahlreiche Ortsnamen.[9]
- typische Leitworte oftmals niederländischer Herkunft, z. B. leech, leeg „niedrig“, Molle „kleiner Trog“ (bln. „Glas Bier“), Kossät „Bauer“, Kumm „Gefäß“, Spind „Schrank“, Tiene „Holzgefäß, Waschfaß“.[8]
- Ausbleiben der Diphthongierung von mnd. ô und ê (nmk. leef, mvp. leif „lieb“[1]; nmk. Book, mvp. Bauk „Buch“[10]; nmk. sööt „süß“, mvp. säut[1]). Wichtiges sprachliches Abgrenzungsmerkmal gegenüber dem nordwestlich benachbarten Mecklenburgisch-Vorpommerschen. Allerdings kommt im Nordmärkischen Diphthongierung von mnd. ê² (< germ. ai) vor, daher rain, rein statt mmk. reene.[1]
- Bewahrung von mittelniederdeutsch -nd- als -nn-, z. B. in hinnen „hinten“.[1] Wichtiges Abgrenzungsmerkmal gegenüber dem südlich benachbarten Mittelmärkischen (mmk. änger, nmk. anner „andere“).[11]

- Partizip Präteritum wird wie in den meisten nd. Mundarten i. d. R. nicht durch ein Präfix markiert (nmk. loopen). Sofern dies (z. B. unter dem Einfluss der Berlinischen Umgangssprache) doch geschieht, wird je- (ge-) verwendet (jeloopen): jeloopen „gelaufen“. Das grenzt es zum Ostfälischen ab, dort e-.[8]
- Artikulation des langen mnd. â als /ɔː/ (langes, dumpes o), z. B. in måken „machen“.[1] Dies ist ein Abgrenzungsmerkmal vom Mittelmärkischen, dort ein Diphthong (moaken).[12]
- j statt g (mmk. joot „gut“).[8].
- Verlust des auslautenden -e (Jäns „Gänse“, mmk. Jänse).[1]

Die häufige Verwendung der Vorsilbe je- (ge-) im Partizip Präteritum (jehackt, jejohn, jejangen, jehört, jejietzt, jewussen, mitjenommen, dorchjejangen usw.), die nach Bock & Langner (1989)  nordmärkisch (wenn auch nicht ohne Ausnahmen) sei, ist laut Dräger (1995) jedoch keineswegs typisch zumindest für das uckermärkische, sondern „städtisch beeinflusst und hat viel vom Jargon der Oderschiffer an sich, wie er in Stettin am Bollwerk von Marktfrauen und Hafenarbeitern (Bollwerksastern) zu hören war“. Dräger war im Mittelpommerschen sozialisiert, wo diese Vorsilbe systematisch fehlt, doch zeigt Bock & Langner’s Beobachtung möglicherweise weniger alte Merkmale als vielmehr ein Vordringen mitteldeutscher oder mittelmärkischer Elemente im Zuge der Industrialisierung vor und während des Zweiten Weltkriegs und ihre weitere, durch die Hochsprache gestützte Verbreitung danach.
Die Abgrenzung zwischen Mittelpommersch und Nordmärkisch und die Einordnung des Uckermärkischen werden unterschiedlich beurteilt und die Grenze zwischen ihnen unterschiedlich verortet. Mittelpommersch und Nordmärkisch stehen einander sehr nahe und insbesondere fällt die Nordgrenze Brandenburgs nicht mit sprachlichen Unterschieden zusammen. Um überhaupt sprachliche Trennungskriterien zu finden, rechnet z. B. Schönfeld (1981, S. 154 f.) das östliche Uckermärkische vollständig zum Mittelpommerschen, so dass seine Südgrenze nördlich von Eberswalde verortet wird und es damit direkt nördlich an das Mittelmärkische anschließt. Die Sprecher der Uckermark empfinden dagegen ihren Dialekt („uckermärkisch“) als weitgehend einheitlich. Eine alternative Sichtweise ist daher, das Mittelpommersche als Varietät des Nordmärkischen anzusehen.
Sofern Nordmärkisch und Mittelpommersch unterschieden werden sollen, ist ein mögliches Unterscheidungskriterium z. B. das Ausbleiben der Palatalisierung in mpomm. dat „das“, anner „andere“, Ganter „Ganter“ im gegenüber nmk. det, änner, Genter, allerdings fällt die Sprachgrenze nicht mit der Landesgrenze zusammen. Nach diesem und ähnlichen Kriterien sind die Sprachbeispiele von Max Lindow und Erna Taege-Röhnisch unten jeweils als mittelpommersch bzw. nordmärkisch zu unterscheiden -- was von den Sprechern selbst aber abgelehnt wird, die ihren Dialekt als einheitlich wahrnehmen.

### Phonologie
Die Phonologie des Nordmärkischen wird bei Teuchert (1907) für Warthe/Uckermark beschrieben, allerdings nur für den Vokalismus. Die Darstellung bei Mackel (1905) ist umfassender, behandelt allerdings die Prignitz insgesamt, wodurch nicht immer bestimmbar ist, welche seiner Angaben sich auf das Nordmärkische beziehen.

#### Vokale
Nach Teuchert (1907, S. 28–42) für Warthe/Uckermark:
| Phonem      | Schreibung                    | Beispiel | Kommentar                                   |
| ----------- | ----------------------------- | --- | ------------------------------------------- |
| Langvokale  |                               | |                                             |
| /i:/        | ie (i)                        | Klie „Kleie“, Pietsch „Peitsche“, Diestel „Deichsel“, Wieh „Weihe (Vogel)“, Måhmpielen „Mohnstrietzel“, Liem „Leim“, Diek „Deich“, Kriech „Krieg“, Wief „Weib“, Lief „Leib“, gries „grau“, nie „neu“, frie „frei“, sien „sein“, mien „mein“, bi „bei“, ji „ihr“, wi „wir“, mi „mir, mich“, fief „5“, rieben „reiben“, kriejen „kriegen“, schnien (schnieën) „schneien“, blieben „bleiben“, rieden „reiten“, kien „keinen“ | mnd. î                                      |
|             |                               | Schier „Schere“, wier „war, wäre“ | mnd. ê³ vor r                               |
|             |                               | mihr „mehr“, Ihr „Ehre“, Bier „Eber“, ier „eher“, ierst „erst“, kieren „kehren“, lieren „lehren, lernen“ | mnd. ê² vor r                               |
|             |                               | Kindelbier „Kindtaufe“, Diert „Tier“, Viert „1/4 Scheffel“, Nier „Niere“, Stier „Stier“, vier „vier“ | mnd. ê¹ vor r                               |
| /e:/        | ee (e)                        | Scheeper „Schäfer“, Kees „Käse“, leech „niedrig“, neejer „näher“, keem „kam“, nehm „nahm“, seet „saß“, leech „lag“ | mnd. ê³                                     |
|             |                               | Kleewer „Klee“, Teegen „Zeh“, Kleet „Kleid“, Been „Bein“, Deel „Teil“; Heed „Heide“ | mnd. ê²                                     |
|             |                               | Deenst „Dienst“, deenen „dienen“, leef „lieb“, Kneekähling „Kniekehle“, scheeten „schießen“; Speejel „spiegel“, Teejellie „Ziegelei“, Keen „Kien“, meeden „mieten“, Breef „Brief“, Preester „Priester“; sehn „sehen“, jesehn „gesehen“ | mnd. ê¹                                     |
| /ɛ:/        | e; ää (ä)                     | Gräwer „Gräber“, Kätel/Ketel „Kessel“, Mäken „Mädchen“, Bäk „Bach“, bäter „besser“, Schepel „Scheffel“, tähm „zähmen“ | mnd. tonlanges e¹                           |
|             |                               | Schep „Schiffe“, Wesel „Wiesel“, Del „Diele“ | mnd. tonlanges e²                           |
|             |                               | Wäder „Wetter“, Rägen „Regen“, ’t rägent „es regnet“, Tek „Zecke“ | mnd. tonlanges ë                            |
| /ɑ:/        | a                             | Arm „Arm“, Schwarm „Schwarm“, Darm „Darm“ | mnd. a vor rm                               |
| /o:/        | oo (o)                        | Plooch „Pflug“, Foot „Fuß“, Bloom „Blume“, Hoosten „Husten“, Roost „Rost“, Groos „Rasen“, hoojåpen „gähnen“, Brooder „Bruder“, Krooch „Krug, Gasthaus“, Hoot „Hut“, Spool „Spule“, Book „Buch“, Schoh „Schuh“, Koh „Kuh“, Stohl „Stuhl“, Bloot „Blut“, nooch „genug“, good „gut“, schwool „schwül“, roopen „rufen“, doon „tun“                                                                                            | mnd. ô¹                                     |
|             |                               | Broot „Brot“, Boom „Baum“, Knoop „Knopf“, Roost „Roste“, Dood, doot „Tod, tot“, Rook „Rauch“, Ooch „Auge“, Lohn „Lohn“, Bohn „Bohne“, Loof „Laub“, unoot „ungern“, doof „taub“, hooch „hoch“, loopen „laufen“, stooten „stoßen“ | mnd. ô²                                     |
|             |                               | Spook „Spuk“, Spoon „Span“, so „so“, Kroon „Krone“, wo „wie“ | mnd. ô³                                     |
| /ɔ:/        | å (o, älter auch oa; ggf. åå) | Dåch „Tage“, Wågen „Wagen“, Håwer „Hafer“; Åål „Aal“ | mnd. tonlanges a                            |
|             |                               | Åbent (Åhmt) „Abend“, Schåp „Schaf“, Råhm „Ruß“, Måhn „Mohn“, Ståhl „Stuhl“, schlåhn „schlagen“, blåch „blau“ | mnd. â                                      |
|             |                               | Åben „Ofen“, Fåhlen „Fohlen“, båben „oben“ | mnd. tonlanges o¹                           |
|             |                               | Vågel „Vogel“, bråkfellich „hinfällig“, kåm „kommen“ | mnd. tonlanges o²                           |
| /u:/        | uu (u)                        | Schlus „Schleuse“, Gruus „kleines Zeug, Späne“, Struutz „Strauß“, Uhl „Eule“, Kruug „Krug (Flasche)“, Lus „Laus“, Buul „Beule“, Stuten pl. „Gebäck aus Weizenmehl“, Wruuk „Wruke, Kohlrübe“, Su „Sau“, pl. Sugen, Buuk „Bauch“, Kumernot „mit Mühe“, Klut „Erdkloß“, Knust „Stück Brot; Ast; Auswuchs“, Luk „Luke“, Mul „Maul“                                                                                            | mnd. û                                      |
|             |                               | Fuhr „Fuhre“, Schnur „Schnur“ | mnd. ô¹ vor r                               |
|             |                               | Uhr „Ohr“, Ruhr „Rohr“ | mnd. ô² vor r                               |
|             |                               | schmuren „schmoren“, schwuren „geschworen“, buren (älter boren) „geboren“; Durn „Dorn“, Kurn (älter Korn) „Korn“; Durwech „Tor des Hofes“, Chur „Chor, Corps“, Buhr „Bohrer“; antwurn „antworten“, Wurt „Wort“, furts „sofort“, Purt „Pforte“ | mnd. o¹ vor r+(e)n, r im Auslaut oder r+d,t |
| /œ:/        | œ (ö, oe)                     | Krœt „Kröte“, Schlœter „Schlösser“, hinner’t Hœf „Land hinter dem Garten“, Trœch „Tröge“, œwer „über“ | mnd. tonlanges ö¹, Umlaut von /ɔ:/          |
|             |                               | Bœhn „Boden“, Kœk „Küche“, Œsel „Docht“, glœsen „glühen“ | mnd. tonlanges ö², Umlaut von /ɔ:/          |
|             |                               | sœben „sieben“, Nœt „Nisse“ | durch Rundung aus /ɛ:/                      |
| /ø:/        | öö (ö)                        | Dööker „Tücher“, Schööler „Schüler“, Stöhl „Stühle“, Höhner „Hühner“, tööben „warten“, sööken „suchen“ | Umlaut von mnd. ô¹                          |
|             |                               | Knööp „Knöpfe“, Drööm „Träume“, Pöötken „Pfötchen“, Bööm „Bäume“, Tööl „Hündin“, Öökelnåm „Spitzname“, drööch „trocken“, in’t Hööch „in die Höhe“, glööben „glauben“, dööpen „eintauchen“, böögen „beugen“, klööben „spalten“ | Umlaut von mnd. ô²                          |
|             |                               | Spööner „Späne“, spööken „spuken“, Spöök „Gespenster“ | Umlaut von mnd. ô³                          |
| /y:/        | üü (ü)                        | Krüz „Kreuz“, Riefküül „Reibekeule“, Füst „Fäuste“, Üder „Euter“, Müs „Mäuse“, Düwerick „Täuberich“, Hüser „Häuser“, rüüm’ „räumen“; Rüd’ „Räude“, Düwel „Teufel“, dütsch „deutsch“, Lüüd „Leute“, nütlich „niedlich“, hüüt „heute“, düster „düster“, berüen „bereuen“ | mnd. Umlaut von û                           |
|             |                               | schnüren „schnüren“, rühren „rühren“, führ „fuhr“, führen inf. „fahren“ | Umlaut von mnd. ô¹ vor r                    |
|             |                               | Ührken „Öhrlein“, Jehür „Gehör“, Rühr „Röhre“, hüren „hören“, stüren „stören“, frür „fror“, varlür „verlor“ | Umlaut von mnd. ô² vor r                    |
|             |                               | Würd „Worte“, Würtken „Wörtchen“, Pürtken „Pförtchen“ (aber Körf „Körbe“, Dörp „Dorf“) | Umlaut von mnd. o¹ vor r (vgl. /u:/)        |
| Kurzvokale  |                               | |                                             |
| /ɪ/         | i                             | Titt „Zitze“, Schirr „Geschirr“, kiddelich „kitzlich“ | mnd. i                                      |
|             |                               | Hinn „Henne“, Hingst „Hengst“ | mnd. e+n                                    |
|             |                               | Stimm „Stimme“, Schimp „Schimpf“; jistern „gestern“, jisternåhmt „gestern Abend“ | mnd. ë (vor Nasal, nach j)                  |
| /ɛ/         | e; ä                          | Jächter „Jäger“, tellen „zählen“ | mnd. e                                      |
|             |                               | Wech „Weg“, dreckolt „unfreundlich kalt“ | mnd. ë                                      |
|             |                               | wenken „winken“, schwemm „schwimmen“, Melk „Milch“, Mess „Mist“, messen „düngen, misten“ | mnd. i                                      |
| /a/         | a                             | Dach „Tag“ | mnd. a                                      |
| /ɔ/         | o                             | Pott „Topf“, Voss „Fuchs“, Stoff „Staub“, kolt „kalt“ | mnd. o                                      |
|             |                               | Tjong „Junge“ (als Anruf), Brost „Brust“, Wost „Wurst“ | mnd. u                                      |
| /ʊ/         | u                             | Druppen „Tropfen“, Dussel „dummer Mensch“, Wulf „Wolf“ | mnd. u                                      |
| /œ/         | ö                             | Stöcker „Stöcke“, Köster „Küster“, öller „älter“, Öllern „Eltern“, Möll „Mühle“ | mnd. ö, Umlaut von /ɔ/                      |
|             |                               | söss „sechs“ | durch Rundung aus /ɛ/                       |
| /ʏ/         | ü                             | Bütt „kleiner Eimer“, Pütten „Pfütze“, Küll „Kälte“, Hüschken „Häuschen“ | mnd. ü, Umlaut von /ʊ/                      |
| /ə/         | e                             | berüen „bereuen“ | Kurzvokal in unbetonten Vorsilben           |
| / ɘ/?, /ɐ/? | er                            | verdorben „verdorben“, Kälwer „Kälber“, Lämmer „Lämmer“ (Mackel 1905 schreibt „aͤ“ (a^e)) | für -er, -en                                |
|             | ä                             | Kälwer „Kälber“, Lämmer „Lämmer“ (Mackel 1905 schreibt „aͤ“ (a^e)) | aus e+Labial?                               |
| Diphthonge  |                               | |                                             |
| /aɪ̯/        | ei (ai)                       | Weiten „Weizen“, Heid „Heide“, Speik, pl. Speiken „Speiche“, rein „rein“, klein „klein“, spreiden „spreiten“, lei(d)en „leiten“, feihlen „fehlen“ (frz. faillir); Eik „Eiche“; jeist „gehst“, jeiht „geht“, steihst „stehst“, schleit „schlägt“, deist „tust“, deit „tut“; Seiß „Sense“; teigen „10“; Meier „Maier“ | mnd. ê² + Umlaut                            |
|             |                               | Ei, pl. Eier „Eier“, Mai m. „Mai“, f. „Birkenzweig“ | mnd. ei                                     |
| /aʊ̯/        | au                            | rauhen „ruhen“, Aust „Ernte“, glau „schmuck, sauber“ | mnd. ou                                     |
| /ɔʏ̯/        | eu (äu)                       | Heu „Heu“, Fläuh „Floh“, pl. Fläuhen; fläuhen „Flöhe suchen“, Schleuer „Schleier“, streuen „streuen“, Streusel „Streu“, freuen „freuen“, Käuh „Kühe“ (< mnd. köge) | mnd. oi (eu)                                |

- Für die Diphthonge geben Mackel (1905, §9) und Pfaff (1898) die Aussprache /ɛɪ̯/ (statt /aɪ̯/, geschrieben ei), /ɔʊ̯/ (statt /aʊ̯/, geschrieben ou) und /œʏ̯/ (statt /ɔʏ̯/, geschrieben öy, öi oder öü) an.[21][20] Während die Aussprache von Warthe/Uckermark der hochdeutschen entspricht, scheint diese die ursprüngliche gewesen zu sein.
- Üblicherweise ist die Schreibung, z. B. von Vokallänge (durch Vokalverdopplung oder h in geschlossenen Silben, unbezeichnet in offenen Silben) und -kürze (durch Konsonantenverdopplung vor Einfachkonsonanz) an das Hochdeutsche angelehnt, daher Eer „Erde“, aber Ehr „Ehre“ sonst gleicher Lautung, Åål statt Ål für „Aal“ usw. In Funktionswörtern wird auf die Schreibung von Vokallänge meist verzichtet (daher he statt hee „er“, vör statt vöör „vor“) bzw. erfolgt nach hochdeutschem Vorbild (daher ehr „ihr“).

#### Konsonanten
Nach Mackel (1905, §22-181) gelten für die Prignitz folgende Konsonanten:
| Phonem             | Schreibung               | Beispiel | Kommentar                                                     |
| ------------------ | ------------------------ | --- | ------------------------------------------------------------- |
| /ŋ/                | n(k), ng                 | junk „jung“, lank „lang“, singen „singen“, Engel „Engel“, Pennink „Pfennig“, ungewiss /-ŋg-/ „ungewiss“, unklook /-ŋk-/ „unklug“, spinkuleern „spekulieren“; vgl. rungneern „ruinieren“, Potämank „Abtritt“ (< frz. appartement), Finger „Finger“, jünger „jünger“, sing „singe“, lang „lange“, lank „lang“, Rink „Ring“, junk „jung“, breng’ „bringen“, fang’ „fangen“, Rong’ (neben Roch) „Roggen“, Brüng’ pl. „Brücken“, Rüng’ „Rücken“, seng’ „sagen“, leng’ „legen“, ling’ „liegen“ | Allophon von /n/ vor g,k bzw. von /ņ/ (en) nach g,k           |
| /n/                | n                        | Napp „Napf“, Nääs „Nase“, Knast „Knorren (an Bäumen)“, Snuut „Schnauze“, stööten „stoßen“, Katten „Katzen“, swatten „schwarzen“; Sunn „Sonne“ | as. n                                                         |
| /m/                | m                        | mähen „mähen“, måken „machen“, Mess „Mist“, Håmmer „Hammer“, Wörmer „Würmer“, Damp „Dampf“, tamm „zahm“, Worm „Wurm“; swemm’ „schwimmen“, Lamm „Lamm“, Lämmer „Lämmer“ | as. m                                                         |
|                    | m                        | umbekannt „unbekannt“ | as. n+b,p                                                     |
| /k/                | k (qu)                   | kann „kann“, Kråwt „Krebs“, klööker „klüger“, Kooken „Kuchen“, Book „Buch“, Volk „Volk“, ik „ich“, sick „sich“; Kwääk „Unkraut“; licken „lecken“, Acker „Acker“ | as. k                                                         |
| /g/                | g                        | gistern „gestern“, geern „gern“, gån „gehen“, Glass „Glas“, groot „groß“, Krööger „Gastwirt“, Vågel „Vogel“ | mnd. g                                                        |
| /t/                | t                        | Tiet „Zeit“, twee „zwei“, trecken „ziehen“, feertich „vierzig“, låten „lassen“, ut „aus“, Holt „Holz“; Katt „Katze“, sitten „sitzen“ | as. t                                                         |
| /d/                | d                        | Deel „Teil“, drinken „trinken“, dwing’ „zwingen“, dweer „quer“, verdwas „verdreht“, Dweel „Tischtuch“, dwatsch „verdreht“ vgl. auch Nådel „Nadel“, Rådel „Kornrade“, Kådel „Kotstück“; Eddelmann „Edelmann“, bruddeln „unordentlich machen“, tuddeln „zerstreut sein“, tudlich „zerstreut“ | mnd. d- < as d,þ,ð; v.a. im Anlaut                            |
| /p/                | p                        | Pott „Topf“, Piep „Pfeife“, Scheeper „Schäfer“, helpen „helfen“, grippt „greift“, slöppt „schläft“, up „auf“; Napp „Napf“, Appel „Apfel“, kloppen „klopfen“ | as. p                                                         |
| /b/                | b                        | bieten „beißen“, Buuk „Bauch“, blåch „blau“ | mnd. b, nur im Anlaut                                         |
| /x/ (/ç/, /χ/)     | ch                       | Dach „Tag“, Wech „Weg“, Deech „Teig“, Troch „Trog“, Talch „Talg“, Bärch „Berg“, Honich „Honig“, lärrich „leer“; Roch (neben Rong’) „Roggen“, Brüch „Brücke“ (Ostprignitz Brück), Müch „Mücke“ (Ostprignitz Mück), Poch „Frosch“, flüch „flügge“, Ech „Egge“, trüch „zurück“, ik sech, lech, lich „sage, lege, liege“ | as. g, im Auslaut auch Allophon von /ɣ/                       |
|                    | ch                       | doch „doch“, noch „noch“, hooch „hoch“, dörch „durch“; Dochder „Tochter“, Licht „Licht“, recht „recht“, dacht „dachte“ | as. h, Auslaut und Inlaut                                     |
| /ɣ/                | g (gh)                   | Oog’ „Auge“, Dåg’ „Tage“, Wääg’ „Wege“, suug’ „sauge“, dröögst „trocknest“, dröögt „trocknet“ (zu drööng „trocknen“) | as. g, postvokalisches Allophon von /g/ nach dunklen Vokalen  |
| /j/                | j                        | jå „ja“, Johr „Jahr“, jensiet „jenseits“ | as. j-                                                        |
|                    | j                        | Nordprignitz: jääng „gegen“, Jäängt „Gegend“, bejääng „begegnen“, Jürn „Jürgen“; Brüüjäm „Bräutigam“; hoojåpen „gähnen“; Jurk „Gurke“; ji „ihr“ | as.mnd. g                                                     |
| /s/                | s (ß)                    | Seis „Sense“, Noors „anus“, Boors „Barsch“, verdwas „verrückt“, Huus „Haus“, Metz „Messer“; Küssen „Kissen; Sitzkissen“, Lichtmiss „Mariä Lichtmess“, Swester „Schwester“, Wost „Wurst“, Diesel „Diestel“ | as. s                                                         |
| /z/                | s                        | Seis „Sense“, singen „singen“, sääm’ „sieben“, Sunn „Sonne“, Hüüser „Häuser“, Wääselk „Wiesel“, lääsen „lesen“, wamsen „prügeln“ stimmhafte Aussprache auch möglich für Bussen „Busen“, Bessen „Bessen“, Hassel „Hasel“, Dussel „Dummkopf“; scheinbar obligatorisch für pusseln „herumhantieren“, nusseln „hintendran“ vgl. Hås’ „Hase“, Glääs’ „Gläser“, Häls’ „Hälse“, uns’ „unser“ | Allophon von /s/                                              |
| /ʃ/                | sch                      | Schåp „Schaf“, döschen „dreschen“, Fleesch „Fleisch“, Minsch „Mensch“, schriem’ „schreiben“; Maschåtennätt „Muskatnuss“; Wääschen „Tante“ (< weseke) | aus sk                                                        |
|                    | sch (s)                  | Laut Mahler (1905, §168) im Vordringen, aber „auf dem Lande“ noch als /s/: Steen „Stein“, Språk „Sprache“, slåpen „schlafen“, Smet „Schmied“, sniern „schneiden“, Swien „Schwein“ | s vor Konsonant im Anlaut                                     |
|                    | sch                      | Äksch „Axt“, Göpsch „innere Höhlung der beiden zusammengefügten Hände“, Häditsch „Eidechse“, flitschen neben flitzen „sich schnell bewegen“, Körbsch „Kürbis“, forsch „Kraft, kräftig“ (< frz. force) | sporadisch aus s                                              |
|                    | sch                      | Kommischoon „Kommission“, Profeschoon „Beruf“; Schandarm, Schandarf „Gendarm“, schaneern „genieren“, Schüü „Sauße“ (frz. jus); kuschen „sich niederlegen, ruhig sein“ (frz. coucher) | in Fremdwörtern                                               |
| /ʒ/                | meist sch (besser ž, zh) | Pagåsch „Bagage“, Råsch „Rage“, Kråsch „Kraft“ (frz. courage) | nur in Fremdworten                                            |
| /f/                | f (v)                    | fief „fünf“, Flass „Flachs“, Frünt „Freund“, stief „steif“, Hoff „Hof“, Wulf „Wolf“; Twiefel „Zweifel“, Twiefeln „zweifeln“ | as. f                                                         |
|                    | f                        | Krief (Kriew’) „Krippe“, Riff (Riww’) „Rippe“, heff „habe“ | Allophon zu w im Auslaut                                      |
|                    | f                        | Fant „Pfand“, Flicht „Pflicht“, Fifferlink „Pfifferling“, Trumf „Trumpf“, kämfen „kämpfen“ | hochdeutsch pf-                                               |
| /v/ (/w/)          | w                        | Wisch „Wiese“, weeten „wissen“, Wåter „Wasser“, Weiten „Weizen“; wring’ „wringen“, sik wrang’ „miteinander ringen, sich balgen“, ümwricken, wrack „untauglich“, wraklich „wackelig“, wrackeln „wackeln“, Wråden „dichter Wasserdampf“, wriwweln „hin- und herdrehen“, wrooschen „schwer arbeiten“, Wriet m. „Baumstubben“, wrœgeln, wrœglich zu mnd. wrögen „rügen, schelten“, kweesch „Druckschwiele“, twee „zwei“, dwing „zwingen“, swat „schwarz“                                     | as. w                                                         |
|                    |                          | Wiel „Weile“, wat „was“, wo „wie“ | as. hw                                                        |
| /v/                | w                        | lääwich „lebendig“, Kiewitt „Kiebitz“, bäävern „beben“, Håwer „Hafer“, äwer „über“, Wiewer „Weiber“, Äwel „Übel“, Sülwer „Silber“, Kälwer „Kälber“ | as. -b-                                                       |
|                    | w                        | Kriew’ (Krief) „Krippe“, Riww’ (Riff) „Rippe“, duwwelt „doppelt“, Schruwwer „Handscheuerbesen“, grawweln „mit den Fingern hin- und hergreifen“, sawweln „geifern“, kawweln „sich zanken“, wriwweln „einen Faden aufdrehen“, driwweln „in einem Fort zum Aufbruch treiben“ | mnd. -bb- < as. -bj-                                          |
| /l/                | l                        | loopm’ „laufen“, Solt „Salz“, Balken „Balken“, sall „soll“, Åål „Aal“, fallen „fallen“, Will „Wille“, Stall „Stall“ | as. l                                                         |
| /r/                | r                        | recht „recht“, Rink „Ring“, root „rot“, breng’ „bringen“, trecken „ziehen“, Marie „Marie“, Sirup „Sirup“, kooreern „kurieren“, Leerer „Lehrer“, Heerink „Häring“; wirrich „verworren“, purren „stochern“, gnurren „knurren“, slurren „schlurfen“, snurren „schnurren, betteln“, Schnurrer „Bettler“ | Zungenspitzen-r, unter hochdeutschem Einfluss auch uvular     |
|                    | r                        | Bärk „Birke“, gnaarn’ „knarren“, quaarn’/quarich „quarren, quengeln (von Kindern)“, Bork „Rinde“, Borch „kastrierter Eber“, Storm „Sturm“, Dörp „Dorf“; arm „arm“; scharp „scharf“, Farw’ „Farbe“, Arwt „Erbse“, Wark „Werk“, Bark „Birke“, Hark „Harke“ | postvokalisches Allophon von /r/ vor Lippen- und Gaumenlauten |
| /ɐ/? (Mackel: a^e) | r (ä)                    | Buur „Bauer“, Buurn „Bauern“, ståmmern „stammeln“, Koorn „Korn“, Poort „Pforte“; Foort „Fahrt“, Boors „Barsch“, Peert „Pferd“, Eer „Erde“, Tweern „Zwirn“, Woort „Wort“, Keerl/Keerdl „Kerl“; goor „gar“, Beer „Beere“, ehr „ihr“, Door „Tor“, Fohr „Furche“, vör (vöör) „vor“, Hoor „Haar“, Ehr „Ehre“, schier „schier“, Schnoor „Schnur“, Ohr „Ohr“; Dochder „Tochter“, Kälwer „Kälber“, grötter „größer“                                                                              | postvokalische Allophon(e) von /r/                            |
| /r/ ~ /d/ ~ /j/    | r                        | lüür „Leute“, lüürn’ „läuten“, Schnierer „Schneider“, Bläärer „Blätter“, doorich „tod“, Fräär „Friede“, Wier „Weide“, Bröör „Broote“, roor „rote“, schnieren „schneiden“, Fårn’ „Faden“, Brårn’ „Braten“ | intervokalisches mnd. d (Westprignitz)                        |
|                    | d                        | | intervokalisches mnd. d (Ostprignitz)                         |
|                    | j                        | | intervokalisches mnd. d (Südprignitz)                         |
|                    | r                        | Werr „Wette“, Berr „Bett“, Mirr „Mitte“, birren „bitten“, rerren „retten“, perren „treten“, torren „streuen von Körnern und Nadeln“, schürren „schütten, schütteln“, Schürrkoppen „mit dem Kopf schütteln“, har „hatte“, klarren „schlecht schreiben“ (vgl. Kladde) Born „Boden“, Lärrer „Leder“, lärrich „leer“ | mnd. -dd-                                                     |
| /ts/               | z, tz (ts)               | Tsü „Sieh!“ (als interjektion, neben regulärem sei), tsufdrütt „selbdritt“, Tzafi „Sophie“ | verschärfend aus s                                            |
| /tʃ/               | tsch                     | Patschoon „Portion“, Natschoon „Nation“; Krischan „Christian“, Akschoon „Auktion“, Kommischoon „Kommission“, Proffeschoon „Profession“, | aus -tio-, -sio- in Fremdwörtern                              |
| /h/                | h                        | Huus „Haus“, Hunt „Hund“; hier „hier“, heer „her“ | as. h im Anlaut vor Vokal                                     |

- Üblicherweise dient neben der Lautung die Schreibung des Hochdeutschen als Orientierungspunkt für die Schreibung, etwa für die Unterscheidung von f und v (för „für“ neben vör „vor“ bei gleicher Lautung).
- Anlautendes /p/, /t/, /k/ wird aspiriert (Warthe/Uckermark)[19]
- w wird meist labiodental gesprochen, in der Prignitz Anfang 20. Jh. nach /k/, /s/, /t/, /d/ bilabial /w/ (Mackel 1905, §37),[20] in der Uckermark nach anlautendem /t/, /k/, /ʃ/ jedoch labiodental /v/ (Warthe/Uckermark, 1907)[19]
- r wird mit der Zungenspitze artikuliert, Anfang des 20. Jh. auch noch in -er (Warthe/Uckermark, 1907)[19]
- mnd. intervokalisches d wird spirantisiert (Warthe/Uckermark), in einigen Regionen (z. B. der nördlichen Westprignitz) weiterentwickelt zu einem Vorderzungen-r.[19][20] Üblich sind daher Schreibungen mit dd oder rr (hadden, harren, harrn „hatten“).
- postvokalisches r wird meist vokalisiert (und z. B. bei Mackel 1905 systematisch als Vokal geschrieben). Der besseren Verständlichkeit halber und da es sich nur um ein Allophon handelt, ist das hier zugunsten einer Schreibung mit r ausgeglichen.
- silbische Konsonanten werden (hier) mit Vokal (-er, -en, -el) geschrieben oder durch Überlänge (-n’, -m’, -ng’, -l’) bezeichnet.
- Konventionelle Schreibung von /kw/ ist qu (vgl. quaarn’/quarich „quarren, quengeln (von Kindern)“ bei Mackel 1905, §135)

#### Phonologische Prozesse
Mackel (1905, §183-304) beschreibt die Hauptgesetze für die Geschichte der Prignitzer Mundart detailliert, in §305-310 ihre relative Chronologie.
- Auslautverhärtung: Wie im Standarddeutschen, außer wo durch Apokopie ein nachfolgender Vokal entfallen ist („Überlänge“). Wird im Gegensatz zum Standarddeutschen meist geschrieben, daher stimmlos:
  - -d > -t: doot „tot“, olt „alt“, Peert „Pferd“ (Prignitz, Mackel 1905, §161)
  - -w > -f: af „ab“, doof „taub“, Wief „Weib“, Graff „Grab“, Gräffnis „Begräbnis“, giff „gib“, half „halb“; aber Duuw’ „Taube“, Gloow’ „Glaube“, låw’ „lobe“, ik schuuw’ „ich schiebe“, halw’ „halbe“, lääwst „lebst“, läwt „lebt“, ärwt „erbt“, Åwt „Obst“, Krääwt „Krebs“ (Mackel 1905, §149)
- Apokopie: „End -e ist auf dem ganzen Gebiete [der Prignitz] verloren gegangen ... [n]ur beim Adjektivum finden sich noch einige spärliche Reste ... (, obwohl) [e]s scheint, als ob das Flexions-e unter hd. Einfluss neuerdings wieder mehr Boden gewinnt“ (Mackel 1905, §117)[20]
  - in der scheltenden Anrede: du olle growe Hund „du alter grober Hund“[20]
  - im f.sg. der starken Deklination mehrsilbiger Adjektive, vgl. mecklenburgisch sei is’n flietige Deern „sie ist ein fleißiges Mädchen“[20]
  - Mackel (1905, §117, Anm. 1) vermutet aufgrund von Schriftzeugnissen, dass dieser Abfall in der Prignitz relativ spät, erst Ende des 18. Jh. eintrat[20]
- Hebung von ê und ô vor r (Teuchert 1907, S. 37–42 für Warthe/Uckermark): Uhr „Ohr“, mihr „mehr“, wier „war“;[19] tritt im Mittelpommerschen nicht auf und ist ein mögliches Abgrenzungsmerkmal zu diesem. Allerdings fehlt diese Hebung auch in der Prignitz (Mackel 1905, S. 71): Peerd „Pferd“, ehren „ehren“, Poort „Pforte“, Ohr „Ohr“ (statt meckl. Pierd, ihren, Puurt, Uhr).[20]
- Ausbleiben der Brechung von e vor r (Teuchert 1907, S. 37–42 für Warthe/Uckermark): Erft „Erbse“, pl. Erften (nicht *Arften), Berch „Berg“ (nicht *Barch), Hert „Herz“ (nicht *Hart).[19] Hierfür Prignitz Ärft „Erbse“ (Mackel 1905, §130).[20]
- mnd. -em zu -en vereinfacht: bodden „Boden“, Bessen „Besen“[19]
- -tk- > -t-: bääten „bisschen“ (< bäätken) (Prignitz, Mackel 1905, §172)
- -dl- > -tl-: Nåtel „Nadel“[19]; jedoch Prignitz Nådel „Nadel“ und sogar -tl- > -dl-: Slådel „Schlüssel“; vgl. auch bääder „besser“, Dochder „Tochter“ (Prignitz, Mackel 1905, §154,158)
- dw- > tw- (Uckermark): Twall „dummer Mensch“, twaddelich „geschwätzig“, twallich Jör „spielerisches Kind“, twingen „zwingen“, twas „quer“,[19] allerdings Prignitz dwalsch „verdreht“, dwing „zwingen“ (Mackel 1905, §48,130).[20]
- -sk- > -sch-: bitschen „bisschen“ (< *bit-s-ken)[19]
- -t > -tz: Ruutz „Ruß“, Struutz „Strauß“, Fråtz „Fraß“, fråtzich „gefräßig“[19]
- -ven > -ben: blieben „bleiben“, glööben „glauben“, rieben „reiben“[19]; der Unterschied scheint eher graphisch zu sein, beides gesprochen /m̩/ (gärm’ „gerben“, färm’ „färben“, Swalm’ „Schwalben“, Hääm’ „Himmel“, låm’ „loben“, stööm’ „stauben“, dörm’ „dürfen“, båm’ „oben“); vgl. auch Åhmt „Abend“, helpen /-pṁ/ „helfen“. Der Zusammenfall hat Anlass zu Neubildungen gegeben: båmelst „zuoberst“ statt richtiger båwelst, stöömt „staubt“ neben stööwt; Stoom „Staub“ als Nebenform zu Stoff „Staub“ (Prignitz; Mackel 1905, §131,146,148)
- wr- bleibt i. d. R. erhalten: wrangen „ringen“, wribbeln „schnell reiben“[19]
- mnd. inlautendes -j- ist nmk. nach Vokal oft velarisiert (nördliche Ostprignitz: sägen, sääng’ „säen“, blögen, blööng’ „blühen“; dagegen in der nördlichen Westprignitz verloren gegangen säen „säen“, bläuen „blühen“, fräu „früh“; und in der Südprignitz bewahrt säjen, blööjen, frööi) (Mackel 1905, §123)
- mnd. inlautendes -w- nach Vokal oft velarisiert (houng’ „hauen“ neben houen, gnoung’ „nagen“ neben gnouen, Kläung’ neben Kläuen „Knäuel Garn“, Säugel „Pfrieme“; blåch „blau“) (Mackel 195, §130).
- mnd. -ld- > -ll-: Öllern „Eltern“, öller „älter“, Küll „Kälte“ (Prignitz, Mackel 1905, §133,159)
- mnd. -r- vor Dental geschwunden: swat „schwarz“, verdwas „verquer“, basch „barsch, stark von Geschmack“, spatteln „zappeln“, Pat „Teil“ (ik vör mien Pat „ich für meinen Teil“), sik afmatteln „sich abquälen“ (< mnd. martelen), bosten „geborsten“, Schosteen „Schornstein“, Föst „First“, Bost „Borste, Riss“, Bost „Brust“, kot „kurz“, Döst „Durst“ (Prignitz, Mackel 1905, §136)
- mnd. -rd- > -r(r): fährich „fertig“, Peer „Pferde“ (Prignitz, Mackel 1905, §159)
- mnd. -em > -en: Bessen „Besen“, Borren „Boden“, Brassen „Brachsen“, Fårren „Faden (Maß); Faden (Garn)“, Bussen „Busen“, Åten „Atem“ (aus dem Hochdeutschen), bi lütten dat. „bei kleinem“ (Prignitz, Mackel 1905, §140)
- mnd. -nd- > -nn-: Kinner „Kinder“, Pünn „Pfunde“ (Prignitz, Mackel 1905, §141,159)
- as. n vor s/þ erhalten: Gans, Jans „Gans“, Gäns’, Jäns’ „Gänse“ (Ostprignitz; doch Westprignitz Goos, Göös’ „Gans, Gänse“); uns „uns, unser“ (statt *uus) (Mackel 1905, §142)
- mnd. n+p > mp: Sämp „Senf“, Hämp „Hanf“ (Prignitz, Mackel 1905, §143)
- mnd. -ken, -(g)gen > /kŋ/, /ŋŋ/ mit silbischem Nasal (Prignitz, Mackel 1905, §145,173), geschrieben meist -ken, -gen oder -ng’: sacken „sinken“; Wågen (Wång’) „Wagen“, rääken „rechnen“; Oogen (Oong) „Augen“, swiegen (swieng) „schweigen“, Rong’ „Roggen“, leng’ „legen“
- mnd. -bben > mm’: Krimm’ „Krippen“, Rimm’ „Rippen“, hemm’ „haben“ (Prignitz, Mackel 1905, §147)
- mnd. -md- > mm: Hämm’ „Hemd“ (Prignitz, Mackel 1905, § 159)
- g zwischen hellen Vokalen schwindet: Seis „Sense“ (as. segisna, mnd. seisne, seisse), Hääster „Elster“ (mnd. hegester), Hääditsch „Eidechse“ (mnd. egedisse), Iel „Blutegel“ (neben Swienäägel „Igel“), Bicht „Beichte“ (as. bigihto), säär „sagte“ (mnd. segede > sêde), läär „legte“ (mnd. legede > lêde), Määken „Mädchen“ (mnd. megedeken) (Prignitz, Mackel 1905 §177)
- h zwischen Vokalen schwindet: Ståhl „Stahl“ (vgl. ahd. stahal), Biel „Beil“ (vgl. ahd. bîhal), Fiel „Feile“ (vgl. ahd. fîhala), Trån „Träne“ (as. trahan), slån „schlagen“ (as. slahan), Mål „Mal, Freistätte beim Spielen“ (as. mahal „Gerichtsstätte“), Ohr „Ähre“ (as. ahar, mnd. âr), dweel „Tischtuch“ (vgl. ahd. dwehila „Handtuch“), lein’ „leihen“ (as. lêhanon), däien „gedeihen“ (as. thîhan), täin „zehn“ (as. tehan, tian), Måhn „Mohn“, nåh „nahe“, Nåwer „Nachbar“; Flöh „Floh, Flöhe“, sühst, süht „siehst, sieht“
- g nach dunklem Vokal > w und weiter vokalisiert: Oust „Ernte“ (mnd. ouwest < august), ousten „ernten“ (Prignitz, Mackel 1905 §177)

### Morphologie
Die nordmärkische Morphologie ist in größerem Umfang nur bei Mackel (1905) dokumentiert, dort allerdings für die Prignitz insgesamt, nicht für das Prignitzer Nordmärkische im Besonderen, weshalb die Zuordnung seiner Aussagen zum Nordmärkischen oder anderen Dialekten nicht immer gesichert ist. Sein Referenzdialekt scheint tatsächlich ein diphthongierender Dialekt innerhalb der Prignitz zu sein, aus dem die Masse seiner Belege stammen, wenngleich er (entgegen dem Mecklenburgischen) märkisches dät „das“ und Ohr „Ohr“ verwendet, nordmärkische Apokopie (entgegen dem Mittelmärkischen) und nordmärkischen Verlust von ge- (entgegen dem Elbostfälischen). Abgesehen von der Diphthongierung von ê und ô ist jedoch in jedem Fall, sofern er nichts anderes schreibt, davon auszugehen, dass die nordmärkischen (monophthongischen) Formen analog sind. Im Folgenden sind sie in der von ihm ursprünglichen Form, d. h. diphthongierten Form, gegeben.

#### Deklination
In der Prignitz werden nur zwei Kasus unterschieden, Nominativ und Akkusativ, die für Nomina allerdings oft gleich lauten, aber sich wie folgt unterscheiden:
- Morphologie schwacher Maskulina auf -Ø: Hås „Hase“, akk.sg. Håsen; Roch „Roggen“, akk.sg. Rong (Mackel 1905, §316)
- Artikel des Maskulinums: dei, een „der, ein“, akk.sg. dänn’ (dännen), een’ (eenen) (Mackel 1905, §316)

Durch Abfall auf auslautendem -e sind Dativ und Akkusativ formal zusammengefallen, wodurch ein einziger Objektfall entstanden ist. Die maßgeblichen Formen entsprechen meist dem mnd. Akkusativ, allerdings bei den Personalpronomen hat meist der Dativ den Akkusativ verdrängt (Mackel 1905, §317, 347). Lediglich beim femininen Personalpronomen sind sowohl die Dativform ehr und die Akkusativform sei bewahrt (Mackel 1905, §347).
- Ik heff dän’ Mann dät Bouk gääm’ „Ich habe dem Mann das Buch gegeben“ (Prignitz)

Alle Präpositionen regieren demnach den Akkusativ.
Erstarrte Reste von Genitiv und Dativ liegen nur in formelhaften Wendungen vor (Mackel 1905, §318, 338, für die Prignitz):
- Gen.: åhms „abends“, smorngs (’s Morgens) „des Morgens“, såhm’s (’s Åhms) „des Abends“, snachts (’s Nachts) „des Nachts“; alldågs „alltags“, hüütesdågs „heutzutage“, ännerdågs „neulich“, Vårers Huus „Vaterhaus“, Nåwers Gorn’ „Nachbars Garten“, Manns’ nouch „Mannes genug“, buuten Lanns „im Ausland, in der Fremde“, Tüügs nouch „Vorrat genug“; Johrstiet „Jahreszeit“, tou Winterstiet „zur Winterzeit“, tou Sommerstiet „zur Sommerzeit“, Nåwerslüür „Nachbarleute“; wat Näis’ „etwas Neues“, wat Rechts „etwas Rechtes“, wat Vääls „viel“, nix Slimms’ „nichts Schlimmes“, nix Gours „nichts Gutes“, vääl Gours „viel Gutes“, Slimms’ nouch „Schlimmes genug“; allerläi „allerlei“, allerant „allerhand“, linkerhant „links“
- Dat. Sg.: bi Dåg’ „bei Tage“, in’n Huus’ „im Hause“; wohl auch tou Berr gåhn „zu Bett gehen“ (Ostprignitz tou Bett), in Hämm’ „im Hemde“, in’t Enn’ fohren „in die Höhe fahren“ (vgl. ’t Enn’ „zu Enden“); bi lütten „bei kleinem“, in’n Düüstern „im Dunkeln“, in’n Drööng’ „im Trocknen“, up’m Dröng’ „auf dem Trockenen“, tou gourer letzt „zu guterletzt“, müt vuller Kraft „mit voller Kraft“, müt aller Gewalt „mit aller Gewalt“, vör allen Ding’ „vor allen Dingen“, in ollen Tiern’ „in alten Zeiten“; wat Extras „etwas Besonderes“, wat Roors „etwas selten Gutes“
- Dat. Pl.: tou Fell gåhn „zu Felde gehen“, tou stann’ (stann) kåm’ „zustande kommen“, von’n Lann’ „vom Lande“, up’m Lann’ „auf dem Lande“, tou Munn’ räärn’ „zu Munde reden“, in’n Grunn’ „im Grunde“, tou Mour „zumute“, tou Peer „zu Pferde“, in’n Gang sin „im Gange sein“, tou Gang kåm’ „in Gang kommen“, in’n Hals’ „im Halse“, müt Willen „mit Willen“, toufräärn „zufrieden“, van Herten „vom Herzen“, tou Herten nääm’ „zu Herzen nehmen“, toun Hingsten „zum Hengst“, tou Kräften kåm’ „zu Kräften kommen“, tou leern doun „zu Leide tun“, van ... wääng’ „von ... wegen“, vör allen Ding’ „vor allen Dingen“, in ollen Tiern’ „in alten Zeiten“, vör Johrn „vor Jahren“, tou Johren „zu Jahren“, in Hoorn „in Haaren, barhäuptig“ (in Hoorn Kopp), tou Fäuten „zu Füßen“

##### Nomina
Hinsichtlich der Endungen gilt für die Prignitz (Mackel 1905, §316-318):
|      | m.sg.            | n.sg.            | f.sg | pl. |
| ---- | ---------------- | ---------------- | ---- | --- |
| nom. | -Ø               | -Ø               | -Ø   | -Ø  |
| gen. | (-s)             | (-s)             |      |     |
| dat. | -Ø mit Überlänge | -Ø mit Überlänge | -Ø   | -en |
| akk. | -en              | -Ø               | -Ø   | -Ø  |

Pluralbildung (Prignitz; Mackel 1905, §319):
- gleich Singular
  - < mnd. -e nach langem Stammvokal oder Doppelkonsonanz: Sinn „Sinn“, Schouh „Schuh“, Been „Beine“, Deel „Teil“, Steen „Stein“, Stämm’ „Wurzelstock der Bäume“, Brink „Grasplatz“, Fisch „Fisch“, Åål „Aal“, Boors „Barsch“, Keern „Kern“, Hääkt „Hecht“, Krääwt „Krebs“, Stääl „Stiel“, Finger „Finger“, Fårn „Faden“, Stääwel „Stiefel“; Håår „Haar“, Påår „Paar“, Schåp „Schaf“, Knei „Knie“, Mål „Mal“, Swien „Schwein“, Biel „Beil“, Been, pl. Been „Bein“
  - durch Analogie
    - Übernahme der Pluralform in den Singular: Höörn „Hörn“, Köörn „(einzelnes) Korn“, vgl. Äuwer, pl. Äuwer, Äuwers „Ufer“, Dörp, pl. Dörper „Dorf“; Nätt „Nuss“
- Überlänge oder Dehnung
  - < mnd. -e: Dach, pl. Dåg’ „Tag“, Wech, pl. Wääg’ „Weg“, Smett, pl. Smäär „Schmied“, Twiech, pl. Twieg’ „Zweig“, Kriech, pl. Krieg’ „Kriege“, Deif, pl. Deiw’ „Dieb“, Hunt, pl. Hunn’ „Hund“, Frünt, pl. Frünn’ „Freund, Verwandter“, Rink, pl. Ring „Ring“, Heerink, pl. Heering „Hering“, Heert, pl. Heer „Herd“, Bärch, pl. Bärg’ „Berg“; Brett, pl. Bräär (Bräärer) „Brett“, Schep, pl. Schääp „Schiff“, Let, pl. Läär (Leirer) „Lid“, Peert, pl. Peer „Pferd“
- Umlaut
  - < mnd. Umlaut: Gast, pl. Gäst „Gast“, Ball, pl. Bäll „Ball“, Fout, pl. Fäut „Fuß“, Voss, pl. Vöss „Fuchs“, Kuss, pl. Küss „Kuss“, Plouch, pl. Pläug’ „Pflug“, Krouch, pl. Kräug’ „Schenke“; Broot, pl. Bröör „Brot“, Lohn, pl. Löhn „Lohn“, Åås, pl. Œs’ „Aas (Schimpfwort)“, Bunt, pl. Bünn „Bund“, Punt, pl. Pünn „Pfund“, Woort, pl. Wööer „Wort“, Rat, pl. Rœr „Rat“, Glas, pl. Glääs’ „Glas“; Stadt, pl. Stäär „Stadt“, Fuust, pl. Füüst „Faust“, Kunst, pl. Künst „Kunst“, Huut, pl. Hüür (selten) „Haut“, Nåht, pl. Nähr „Naht“, Wost, pl. Wöst „Wurst“, Kraft, pl. Kräft „Kraft“, Want, pl. Wänn „Wand“, Hant, pl. Hänn „Hand“, evtl. Schnoor, pl. Schnöör „Schnur“; Muus, pl. Müüs’ „Maus“, Luus, pl. Lüüs „Laus“, Gous, pl. Gäus’ „Gans“, Kouh, pl. Käuh „Kuh“, Bost, pl. Böst „Brust“, Dochder, pl. Döchder „Tochter“
  - durch Analogie: Arm, pl. Ärm „Arm“, Stall, pl. Ställ „Stall“, Schacht, pl. Schächt „Schaft“, Storm, pl. Störm „Sturm“, Strump, pl. Strümp „Strumpf“, Frost, pl. Fröst „Frost“, Damm, pl. Dämm „Damm“, Kamm, pl. Kämm „Kamm“, Pott, pl. Pött „Topf“, Stock, pl. Stöck „Stock“, Buck, pl. Bück „Bock“, Buuk, pl. Büük „Bauch“, Boom, pl. Bööm „Baum“, Tuun, pl. Tüün „Zaun“, Knoop, pl. Knööp „Knopf“, Hoop, pl. Hööp „Haufe“, Droom, pl. Drööm „Traum“, Toom, pl. Tööm „Zaun“, Stouhl, pl. Stäul „Stuhl“; Hout, pl. Häur „Hut“, Houf, pl. Häuw’ „Huf“, Munt, pl. Münn „Mund“, Torf, pl. Törw’ „Torf“, Wulf, pl. Wülw’ „Wolf“, Hals, pl. Häls’ „Hals“, Post, pl. Pöst „Pfosten“, Torm, pl. Törm „Turm“, Korf, pl. Körw’ „Korb“, Påhl, pl. Pœhl „Pfahl“, Vågel, pl. Vœgel „Vogel“, Någel, pl. Nœgel „Nagel“, Brourer, pl. Bräurer „Bruder“, Hoff, pl. Hœw’ „Hof“, Troch, pl. Trœg’ „Trog“, Toch, pl. Tœg „Zug“
- -er
  - < mnd. -er: Ei, pl. Eier „Ei“, Houn, pl. Häuner „Huhn“, Lamm, pl. Lämmer „Lamm“, Kint, pl. Kinner „Kinder“, Kleet, pl. Kleerer „Kleid“, Bouk, pl. Bäuker „Buch“, Huus, pl. Hüüser „Haus“, Wief, pl. Wiewer „Weib“, Kalf, pl. Kälwer „Kalb“, Leit, pl. Leirer „Lied“, Licht, pl. Lichter „Licht“, Lief, pl. Liewer „Leib“, Gesicht, pl. Gesichter „Gesicht“
  - durch Analogie: Metz, pl. Metzer, Deert, pl. Deerter „Untier“; Telch, pl. Telger „Zweig“, Gäist, pl. Gäister „Geist“, Worm, pl. Wörm, Wörmer „Wurm“, Bant, pl. Bänn, Bänner „Band“, Douk, pl. Däuker „Tuch“; Bloum, pl. Bloum’, Bläumer „Blumen“; Päät „Pate“ (aus lat. patrinus, als Plural missverstanden, pl. jetzt aber Pääten)
- -s (seit dem 15. Jh.)
  - an -er, -el, -en: Hämmer, pl. Hämmers „Hammer“, Grääwer, pl. Grääwers „Spaten“, Nåwer, pl. Nåwers „Nachbar“, Täller, pl. Tällers „Teller“, Engel, pl. Engels „Engel“, Düüwel, pl. Düüwels „Teufel“, Slœdel, pl. Slœdels „Schlüssel“, Krœpel, pl. Krœpels „Krüppel“, Speigel, pl. Speigels „Spiegel“, Dissel, pl. Dissels „Deichsel“, Ääsel, pl. Ääsels „Esel“, Buddel, pl. Buddels „Flasche“, Wång’, pl. Wångs „Wagen“, Åm, pl. Åhms „Ofen“, Morng’, pl. Morngs „Morgen“, Becker, pl. Beckers „Bäcker“, Möller, pl. Möllers „Müller“, Börger, pl. Börgers „Bürger“, Kööper, pl. Kööpers „Käufer“, Preister, pl. Preisters „Prediger“, Kuckuck, pl. Kuckucks „Kuckuck“, Kiewitt, pl. Kiewitts „Kiebitz“, Brüüjäm, pl. Brüüjäms „Bräutigam“, Hämplink, pl. Hämplinks „Hänfling“, Pennink „Pfennig“, pl. Penninks „einzelne Pfennigstücke“, Dåler, pl. Dålers „Taler; einzelne Talerstücke“; Låken, pl. Låkens „Laken“, Teiken, pl. Teikens „Zeichen“, Äuwer, pl. Äuwers „Ufer“, Ürer, pl. Ürers, Ürer „Euter“, Nåwer, pl. Nåwers „Nachbar“
  - durch Analogie: Keerdel, pl. Keerdels „Kerl“, Sœhn, pl. Sœhns „Sohn“, Knecht, pl. Knechts „Knecht“, Mann, pl. Manns, Mannslüür „Mannsleute“, Bång’, pl. Bångs „Bogen“, Bråren, pl. Brårens „Braten“, Goorn, pl. Goorns „Garten“, Ståken, pl. Ståkens „Stange“, Bessen, pl. Bessens „Besen“, Frou, pl. Frouens (Frouenslüür) „Frau“, Deern, pl. Deerns „Mädchen“, Rüng’ (Rüggen), pl. Rüggens „Rücken“, Pütten, pl. Püttens „Ziehbrunnen“ (as. putti, Singularform ist ursprünglicher Plural)
- -en (sofern Maskulina, haben diese Formen meist akk.sg. -en; oft Benennungen lebender Wesen)
  - < mnd. -en: Enn, pl. Enn’ „Ende“, Nap, pl. Nappen „Napf“, Trån, pl. Trån’ „Träne“, Trääms, pl. Träämsen „Kornblume“, Oss, pl. Ossen „Ochsen“, Minsch, pl. Minschen „Mensch“, Schult, pl. Schulten „Schulze“, Bår, pl. Bårn’ „Bote“, Börg’, pl. Börng’ „Bürge“, Ärw’, pl. Ärm’ „Erbe“, Tüüg’, pl. Tüüng’ „Zeug“, Härr, pl. Härrn „Herr“, Juur, pl. Juurn’ „Jude“, Gråf, pl. Gråfen „Graf“, Gesell, pl. Geselln’ „Geselle“, Söldåt, pl. Söldåten „Soldat“, Afkåt, pl. Afkåten „Advokat“, Muskant, pl. Muskanten „Musikant“, Kamråt, pl. Kamrårn’ „Kamerad“, Stuudent, pl. Stuudenten, Hås’, pl. Håsen „Hase“, Åp, pl. Åpen „Affe“, Boor, pl. Boorn „Bär“, Gänt, pl. Gänten (neben Gänter, pl. Gänters) „Gänserich“, Buur, pl. Buuern „Bauer“; Oog’, pl. Oong’ (Oogen) „Auge“, Ohr, pl. Ohrn „Ohr“, Hert, pl. Herten „Herz“; Klåg’, pl. Klång’ „Klage“, Fråg’, pl. Frång’ „Frage“, Meir, pl. Meiren „Miete“, Ehr, pl. Ehern „Ehre“, Fleig’, pl. Fleing’ „Fliege“, Farw’, pl. Farm’ „Farbe“, Wratt, pl. Wratten „Warze“, Hütt, pl. Hütten „Hütte“, Ech, pl. Eng’ „Egge“, Schäir, pl. Schäirn’ „Scheide“; Tung, pl. Tung’ „Zunge“, Duuw’, pl. Duum’ „Taube“, Kruuk, pl. Kruuken „Krug“, Stråt, pl. Stråten „Straße“, Brüch, pl. Brüng’ „Brücke“, Kriff, pl. Krimm’ „Krippe“, Bäuk, pl. Bäuken „Buche“; Lerrer, pl. Lerrern „Leiter“, Schuller, pl. Schullern „Schulter“, Arrer, pl. Arrern „Natter“, Färrer, pl. Färrern „Feder“, Nådel, pl. Nådeln „Nadel“, Wötel, pl. Wöteln „Wurzel“, Schöttel, pl. Schötteln „Schüssel“, Tüffel, pl. Tüffeln „Kartoffel“
  - durch Analogie: Söcken, pl. Söcken „Socken“, Hingst, pl. Hingsten „Hengst“, Ülk, pl. Ülken „Iltis“, Mast, pl. Masten „Mast“, Kees’, pl. Käsen „Käse“, Weit, pl. Weiten „Weizen“, See, pl. Seen „See“, Disch, pl. Dischen „Tisch“, Tins’, pl. Tinsen „Zins“, Fräär, pl. Fräären „Friede“, Tähn, pl. Tähn’ „Zahn“, Appel, pl. Appeln (Ostprignitz Äppel) „Apfel“; Moor, pl. Mooern „Moor“, Schapp, pl. Schappen „Schrank“, Måt, pl. Måten „Maß“, Fenster, pl. Fenstern „Fenster“, Berr, pl. Berren „Bett“, Nett, pl. Netten „Netz“, Stück, pl. Stücken „Ackerstück“, Krüütz, pl. Krüütsen „Kreuz“, Göör, pl. Göörn „Kind“; evtl. Hämm’, pl. Hämm’ „Hemd“; Johr, pl. Johr, Johrn „Jahr“, Deinst, pl. Deinsten „Gesinde“; Gericht, pl. Gerichten „Gericht“ (hd.), Gesetz, pl. Gesetzen „Gesetz“ (hd.); Liek, pl. Lieken „Leiche“, Ohr, pl. Ohrn „Ähre“, Wulk, pl. Wulken „Wolke“, Beer, pl. Beern „Beere“, Riff, pl. Rimm’ „Rippe“, Werr, pl. Werren „Wette“, Nacht, pl. Nacht, Nachten „Nacht“, Bank, pl. Banken „Bank“, Tiet, pl. Tiern’ „Zeiten“, Eik, pl. Eiken „Eiche“, Änt, pl. Änten „Ente“, Ärwt, pl. Ärwten „Erbse“, Swester, pl. Swestern „Schwester“, Stäär, pl. Stäärn’ „Stelle“, Dääl, pl. Däälen „Diele“, Döör, pl. Döörn „Tür“, Schöör, pl. Schöörn „Scherbe“; Brån, pl. Brån’ „Braue“ (Brån ist der ursprüngliche Plural zu einem Singular *Brå), Tääng, pl. Tääng’ „Zehe“ (Tääng ist der ursprüngliche Plural zu einem Singular *Tääch)
  - durch Umdeutung eines ursprünglichen Auslauts auf -n als Pluralendung wurden neue Singularformen gebildet: Heir, pl. Heirn’ „Heide“ (mnd. heide, heidene), Råw’, pl. Råm’ „Rabe“ (mnd. raven, rave), Kœhm „Kümmel“ (mnd. kömen < lat. cuminum, neben hd. Kümmel); Toll „Zoll“ (lat. toloneum, schon as. tolna, tol); Låg’, pl. Lång’ „Lüge“ (as. lugina), Seiss, pl. Seissen „Sense“ (as. segisna), Kåk, pl. Kœken „Küche“ (mnd. kökene, köke, in der südlichen Ostprignitz auch sg. Kåken), Möll, pl. Möllen „Mühle“ (mnd. mölene, möle), Käär, pl. Käärn’ „Kette“ (mnd. kedene, kede < mlat. catena), Ell, pl. Ellen „Elle“ (as. elina), Bütt, pl. Bütten „Bütte“ (mnd. bütte < mlat. butina)

##### Adjektive
Nach bestimmtem Artikel steht die bestimmte (starke) Flexion, nach unbestimmtem oder ohne Artikel die unbestimmte (schwache).
Nach Mackel (1905, §340f.) gilt für die Prignitz:
|                              | m.sg. | n.sg.     | f.sg.      | pl.   |
| ---------------------------- | ----- | --------- | ---------- | ----- |
| bestimmte Flexion, oll „alt“ |       |           |            |       |
| nom.                         | oll   | oll (olt) | oll        | oll   |
| akk.                         | ollen | oll (olt) | oll        | oll   |
| unbestimmte Flexion          |       |           |            |       |
| nom.                         | oll   | oll       | oll (olle) | ollen |
| akk.                         | ollen | oll       | oll        | ollen |

Anm:
- in der Anrede bleibt ein ursprüngliches -e „bei Erregung“ teilweise erhalten (Prignitz, Mackel 1905, §340f.):
  - Du olle gråwe Hunt! „Du alter grober Hund“
  - Du olle blinne Hess! „Du alter, blinder Hesse“
  - Dei dumme Jung! „der dumme Junge!“
- „der Schriftsprache nachgebildet“ ist gelegentliches -er oder -es (Prignitz, Mackel 1905, §340):
  - dummes Tüüch „dummes Zeug“
  - olles Wief „altes Weib“
  - mien leiwes Kint „mein liebes Kind“
  - du leiwer Gott „du lieber Gott“
  - mäncher Minsch „mancher Mensch“
  - oller Sleif „alter Schleif“
- in der Prignitz ist nach Mackel (1905, §340) neutrales -et unbekannt, unter hochdeutschem Einfluss besteht aber vereinzelt -es:
  - allens „alles“ (vgl. mnd. allent < allet)
- nom.sg.fem. -e ist „noch nicht ganz verstummt“ (Prignitz, Mackel 1905, §341):
  - dei smucke Deern „das schmucke Mädchen“, neben dei smuck Deern
  - ’n smucke Deern „ein schmuckes Mädchen“, neben ’n smuck Deern

##### Personal- und Possessivpronomen
Für die Prignitz gilt nach Mackel (1905, §348, 349). Originale Lautschrift in […].
|          | 1          | 2          | 3.m                            | 3.n                            | 3.f                                      | refl      |
| -------- | ---------- | ---------- | ------------------------------ | ------------------------------ | ---------------------------------------- | --------- |
| nom.sg.  | ik         | du [dū]    | hei                            | dät ('t [t])                   | sei [zei], 's                            |           |
| dat.sg.  | mi [mī]    | di [dī]    | äm                             | dät ('t [t])                   | ehr [ēä]                                 | sik [zik] |
| akk.sg.  | mi [mī]    | di [dī]    | äm                             | dät ('t [t])                   | sei [zei] ('s [ṣ]; betont auch ehr [ēä]) | sik [zik] |
| poss.sg. | mien [mīn] | dien [dīn] | sien [zīn]                     | sien [zīn]                     | ehr [ēä]                                 |           |
| nom.pl.  | wi [wī]    | ji [jī]    | sei [zei], 's                  | sei [zei], 's                  | sei [zei], 's                            |           |
| dat.pl.  | uns        | jou        | sei [zei], 's                  | sei [zei], 's                  | sei [zei], 's                            | sik [zik] |
| akk.pl.  | uns        | jou        | sei [zei] (dat. auch ehr [ēä]) | sei [zei] (dat. auch ehr [ēä]) | sei [zei] (dat. auch ehr [ēä])           | sik [zik] |
| poss.pl. | uns' [un̄ṣ] | jou        | ehr [ēä]                       | ehr [ēä]                       | ehr [ēä]                                 |           |

Anm.:
- Das alte Pronomen et (älter it) der 3.sg.n. ist durch dät ersetzt und nur als enklitisches t bewahrt (Mackel 1905, §348; Prignitz)
- Die ursprüngliche Dativform der 3.sg.f. ehr [ēä] wird auch für den Akkusativ verwendet, wenn das Pronomen betont werden soll (Mackel 1905, §348; Prignitz): ehr heww'ik nich sein [ēä hévik nix zein] „sie habe ich nicht gesehen“
- Die Höflichkeitsform ist eine Neubildung nach hochdeutschem Muster: nom. Sei [zei], dat. Ehr [ēä] (ihn' [īn̥]), akk. sei [zei] (ihn [īn̥]) (Mackel 1905, §348; Prignitz)
- Der Genitiv wird umschrieben mit dänn' sien [dän̥ zīn] „dessen“, dei ehr [dei ēä] „deren“, weckern sien [vekän zīn] „wessen“ (Mackel 1905, §347; Prignitz)

##### Artikel und Demonstrativpronomen
Für die Prignitz gilt nach Mackel (1905, §350, 351, 354). Originale Lautschrift in [...].
|                                 | m.sg.         | n.sg.  | f.sg.            | pl.        |
| ------------------------------- | ------------- | ------ | ---------------- | ---------- |
| unbestimmter Artikel            |               |        |                  |            |
| nom                             | 'n [n]        | 'n [n] | 'n [n]           |            |
| dat                             | 'n [n]        | 'n [n] | 'n [n]           |            |
| akk                             | 'n [n]        | 'n [n] | 'n [n]           |            |
| bestimmter Artikel              |               |        |                  |            |
| nom                             | dei           | dät    | dei              | dei        |
| dat                             | dänn' [dän̥]   | dät    | dei              | dei        |
| akk                             | dänn' [dän̥]   | dät    | dei              | dei        |
| düss „dieser“                   |               |        |                  |            |
| nom                             | düss [düs]    | düt    | düss(e) [düs(ə)] | düss [düs] |
| dat                             | düssen [düṣn̥] | düt    | düss(e) [düs(ə)] | düss [düs] |
| akk                             | düssen [düṣn̥] | düt    | düss(e) [düs(ə)] | düss [düs] |
| sönn’ „solch“ (< so eenen akk.) |               |        |                  |            |
| nom                             | sönn’         | sönn’  | sönn’            | sönn’      |
| dat                             | sönn’         | sönn’  | sönn’            | sönn’      |
| akk                             | sönn’         | sönn’  | sönn’            | sönn’      |

Anm.:
- Reste des Genitivs in deswäng’ „deswegen“, wieldes „inzwischen“, indem dät „insofern als“ (Mackel 1905, §350; Prignitz)
- jeerer, keiner, eener „jeder, keiner, einer“ sind hochdeutsch entlehnt (Mackel 1905, §354)
- Nach Mackel (1905, §354) existiert die Vollform des unbestimmten Artikels (een) nur als Zahlwort. In allen Kontexten werden reduzierte (/n/) oder klitische (/ņ/ oder /m̩/) Formen verwendet:
  - ’n ollen Mann hätt mi dät secht „ein alter Mann hat mir das gesagt“
  - ik heff’n ollen Mann sein „ich habe einen alten Mann gesehen“
  - ik heff’n oll Fru sein „ich habe eine alte Frau gesehen“

##### Interrogativpronomen
Für die Prignitz gilt nach Mackel (1905, §352):
|     | m.sg.   | n.sg.                                       | f.sg.  | pl.    |
| --- | ------- | ------------------------------------------- | ------ | ------ |
| nom | wecker  | wecker (adjektivisch), wat (substantivisch) | wecker | wecker |
| dat | weckern | wecker                                      | wecker | wecker |
| akk | weckern | wecker                                      | wecker | wecker |

Anm.:
- statt wecker in der südlichen Ostprignitz wä (wer)
- neben den niederdeutschen Formen drangen Anfang des 20. Jh. auch hochdeutsche Pronomen weer „wer“, wään „wen“ vor, aber nur als substantivische Interrogativpronomen (Prignitz, Mackel 1905, §350)

#### Konjugation
Die folgende Darstellung gilt nach Mackel (1905, §356-405) für die Prignitz.

##### Vollverben
|                      | starke Flexion | bieten   | geiten    | drinken  | helpen    | sterm’   | nääm’           | ääten         | fang’    | schwache Flexion | kåken    | gråm’         |
| „beißen“             | starke Flexion | „gießen“ | „trinken“ | „helfen“ | „sterben“ | „nehmen“ | „essen“         | „fangen“      | „kochen“ | schwache Flexion | „graben“ |               |
| Indikativ Präsens    |                |          |           |          |           |          |                 |               |          |                  |          |               |
| 1.sg                 | -Ø             | biet     | geit      | drink    | help      | sterw’   | nääm            | äät           | fang     | -Ø               | kåk      | gråw’         |
| 2.sg                 | -st            | bittst   | güttst    | drinkst  | helpst    | sterwst  | nimmst          | ittst         | fangst   | -st              | kåkst    | gröfst        |
| 3.sg                 | -t             | bitt     | gütt      | drinkt   | helpt     | sterwt   | nimmt           | itt           | fangt    | -t               | kåkt     | gröft         |
| pl                   | -en            | bieten   | geiten    | drinken  | helpen    | sterm’   | nääm’           | ääten         | fang’    | -en              | kåken    | gråm’         |
| Indikativ Präteritum |                |          |           |          |           |          |                 |               |          |                  |          |               |
| 1.sg                 | -Ø             | beit     | gäut      | drünk    | hülp      | stürw’   | neim (namm)     | eit (att)     | füng     | -D               | kåkt     | gräuw’        |
| 2.sg                 | -st            | beitst   | gäutst    | drünkst  | hülpst    | stürwst  | neimst (nammst) | eitst (attst) | füngst   | -Dst             | kåkst    | gräuwst       |
| 3.sg                 | -Ø             | beit     | gäut      | drünk    | hülp      | stürw’   | neim (namm)     | eit (att)     | füng     | -D               | kåkt     | gräuw’        |
| pl                   | -en            | beiten   | gäuten    | drünken  | hülpen    | stürm’   | neim’           | eiten         | füng’    | -Den             | kåkten   | gräum’        |
| Imperativ            |                |          |           |          |           |          |                 |               |          |                  |          |               |
| 2.sg                 | -Ø             | biet     | geit      | drink    | help      | sterw’   | nimm            | itt           | fang     | -Ø               | kåk      | gråf (gråw’)  |
| 2.pl                 | -t             | biet’t   | geit’t    | drinkt   | helpt     | sterwt   | nimmt           | itt’t         | fangt    | -t               | kåkt     | gråft (gråwt) |
| Infinitiv            |                |          |           |          |           |          |                 |               |          |                  |          |               |
| verbal               | -en            | bieten   | geiten    | drinken  | helpen    | sterm’   | nääm’           | ääten         | fang’    | -en              | kåken    | gråm’         |
| nominale Nebenform   | -ent           |          |           |          |           |          |                 | Äätent        |          | (-ent)           |          |               |
| Partizip Präteritum  |                |          |           |          |           |          |                 |               |          |                  |          |               |
|                      | -en            | bääten   | gåten     | drunken  | hulpen    | storm’   | nåm’            | ääten         | fung’    | -t               | kåkt     | gråwt (gråm’) |

Anm:
- gråm' „graben“ ist nicht durchweg schwach, sondern gemischt flektiert (daher Partizip gråm' neben gråwt)
- Der Infinitiv wird mit -en (in den diversen Assimilationsformen) gebildet. Nominale Infinitive tragen oftmals die Endung -t (dät Läämt’ „das Leben“, dät Mäent „das Mähen“, een Douent „ein Tun“). Teilweise gibt es einen Bedeutungsunterschied zwischen Infinitiven mit und ohne -t: dät Äten „der Akt des Essens“, dät Ätent „was zum Essen auf dem Tisch steht“.
- Die schwache Flexion im Präteritum wird hier durch -D- umschrieben, was auf ein ursprüngliches -(e)de- zurückgeht, jedoch modernsprachlich in kontextuell verschiedener Form assimiliert wurde. Aufgrund dieser Assimilation lauten Präteritum und Präsens der 2. und 3.sg gleich. Das ist nach Mackel (1905, §358) ein Faktor dafür, dass das Präteritum (v. a. im Singular) immer mehr außer Gebrauch kommt und durch das Perfekt (mit „haben“ und „sein“) ersetzt wird.
- Partizip Präsens ist formal mit dem Infinitiv zusammengefallen, besteht aber in einigen festen Redewendungen fort: toukåm’ Johr „im kommenden Jahr“, tou nachtslåpen Tiet „bei nachtschlafender Zeit“, müt wåken Oong’ „mit wachenden Augen“, müt lachen Munn’ „mit lachendem Munde“, frisch melken Kou „frischmilchende Kuh“, loopen Wåter „laufendes Wasser“, wassen/tounääm’ Mån „zunehmender (wachsender) Mond“, seien Arbeit „Arbeit, bei der man sieht“, loopen Füür „Rotlauf der Schweine“, fleing’ Hitt „fliegende Hitze“. Teilweise ist das Partizip Präsens mit -ich weitergebildet worden: kåkennich Wåter „kochendes Wasser“ (neben kåken Wåter), gläunich „glühend“ (Mackel 1905, §360, Prignitz)
- Partizip Präteritum wird ohne ge- gebildet (Mackel 1905, §361; Prignitz)
- Nach Mackel ist der Konjunktiv (Optativ) verloren gegangen und durch Umschreibung mit Hilfsverben, v. a. däär „tat“, ersetzt (Mackel 1905, §363; Prignitz). Für das Mittelpommersche postuliert Pfaff (1898) mit der Glosse he stürw „er stürbe“ (S. 33, nicht etwa „er starb“, wie bei Mackel) jedoch die Existenz eines bei Mackel nicht aufgezeichneten Konjunktiv Präteritums.[21] Entsprechende Formen finden sich auch bei Dörr (1888), dessen Dialekt das Nordmärkische des Umlandes von Prenzlau[22] widerspiegelt, allerdings nur bei Modal- und Hilfsverben: weer „(ich; er,sie,es) wäre“ neben was „(er,sie,es) war“ sowie künn „(er,sie,es) könnte“ neben kunn „(er, sie, es) konnte“; sowie die Verwendung von süll „(ich; er/sie/es) sollte“, süllen „sollten“ und würd „(ich; er/sie/es) würde/wurde“ für zukünftige Ereignisse.[23] Abgesehen von diesen Einzelbeobachtungen scheint der Konjunktiv Präteritum jedoch formengleich mit dem Indikativ Präteritum zu sein.

##### Hilfs- und Modalverben
- Das Futur wird mit Hilfsverben willen „wollen“ oder werren „werden“ gebildet (Mackel 1905, §364):
  - hei will woll kåm’ „er wird wohl kommen“ (auch elliptisch: hei will woll)
  - dät wert schneien „es fängt gleich an zu schneien“
  - dät würr schneien „es fing an zu schneien“
  - dät wert hüüt woll noch schneien werrn’ „es wird wohl heute noch schneien“

|                      | Modalverben | mütten   | könn’    | willen | Hilfsverben (irreg.) | sin(t)  | hemm’  |
| „müssen“             | Modalverben | „können“ | „wollen“ | “sein” | Hilfsverben (irreg.) | “haben” |        |
| Indikativ Präsens    |             |          |          |        |                      |         |        |
| 1.sg                 | -Ø          | mütt     | kann     | will   | (-Ø)                 | bün     | heff   |
| 2.sg                 | -st         | müttst   | kannst   | wist   | (-t)                 | büst    | hest   |
| 3.sg                 | -Ø          | mütt     | kann     | will   | (-Ø / -t)            | is      | hett   |
| pl                   | -en         | mütten   | könn’    | willen | (-nt / -en)          | sünt    | hemm’  |
| Indikativ Präteritum |             |          |          |        |                      |         |        |
| 1.sg                 | -D          | müßt     | künn     | woll   | (-Ø / -D)            | weer    | haar   |
| 2.sg                 | -Dst        | müßt     | künnst   | wost   | (-st / -Dst)         | weerst  | haarst |
| 3.sg                 | -D          | müßt     | künn     | woll   | (-Ø / -D)            | weer    | haart  |
| pl                   | -Den        | müßten   | künn’    | wollen | (-en / -Den)         | weern   | haren  |
| Imperativ            |             |          |          |        |                      |         |        |
| 2.sg                 | (-Ø)        |          |          |        | (-Ø)                 | wääs    |        |
| 2.pl                 | (-t)        |          |          |        | (-t)                 | wääst   |        |
| Infinitiv            |             |          |          |        |                      |         |        |
|                      | -en (-ent)  | mütten   | könn’    | willen | (-en)                | sin     | hemm’  |
| Partizip Präteritum  |             |          |          |        |                      |         |        |
|                      | -t          | müßt     | künnt    | wollt  | (-t)                 | west    | hatt   |

- Anm.
  - Die Flexion der Hilfsverben ist irregulär. Die Flexion der Modalverben entspricht bis auf die Endung der dritten Person Singular der schwachen Flexion.
  - -r- bei hemm’ „haben“ ist eine Assimilationsform von -d-, Dörr (1886) schreibt dementsprechend (für die Uckermark) hadd 1.3.sg.ind.prt., hadden pl.ind.prt., hadd part.prt.[23]  Seine Schreibung mit Doppelkonsonanz zeigt an, dass die bei Mackel verzeichnete Dehnung vor -r- < -d- in der Uckermark unterblieben ist.

#### Wortbildung

##### Bildung von Nomina
- -ken bildet Diminutive, war Anfang des 20. Jh. bereits nicht mehr produktiv (Mackel 1905, §412; Prignitz): Köppken „Obertasse“, Hääwken „kleiner eingezäunter Gartenbereich“, lit. „Höfchen“; Merriek „Mariechen“; selten: Schääpken „Schäfchen“, Häntken „Händchen“, Häuneken „Hühnchen“; das Suffix ist in der Funktion als Diminutiv durch Umschreibung mit lütt „klein“ ersetzt: lütt Huus „Häuschen“, lütt Deern „kleines Mädchen“
  - Variante -elken: Stöckelken „kleiner Stock“, Jüngelken „Jungchen“ (oft drohend); vgl. Näägelken „Nägelchen“ (Mackel 1905, §412; Prignitz)
  - der mecklenburgische Diminutiv -ing (mvp. Vadding „Väterchen“, Döchting „Töchterchen“) war in der Prignitz unbekannt (Mackel 1905, §412; Prignitz)
- hd. -schaft ersetzt älteres -schop, -schap (Teuchert 1907. S. 41; Mackel 1905, §121): Früntschaft „Freundschaft“, Nåwerschaft „Nachbarschaft“[19][20]
- -heit, -keit wohl aus dem Hochdeutschen: Wohrheit „Wahrheit“ (Mackel 1905, §121)[20]
- -ek aus mnd. -ik: Merrek „Mehrrettich“ (Mackel 1905, §121)[20]
- -er
  - < mnd. -er zur Bildung von Nomen mit persönlicher Bedeutung: Kosser, Kotzer „Kossät“ (mnd. kotsete), Nåwer „Nachbar“ (Mackel 1905, §406; Prignitz)
  - < mnd. -er zur Bildung von Tiernamen: Gänt, Gänten, Gänter „Gänserich“, Wänker „Enterich“, Hüütiker „Gartenrotschwänzchen“, Rootböster „Rotkehlchen“, Kateiker „Eichhörnchen“, Heinodder „Klapperstorch“ (Mackel 1905, §406; Prignitz)
  - analogisch ausgedehnt auf Fremdwörter: Kanter „Kantor“, Dokter „Doktor“ (Mackel 1905, §406; Prignitz)
  - statt mnd. -e: analogisch ausgedehnt auf Feminina in Ersatz von älterem -e (das regulär geschwunden wäre): Miener < Mine (Wilhelmine), Liener < Line (Karoline), Tanter aus hd. Tante; vgl. Trien < Katharine, für das aber keine Verwechslungsgefahr bestand (dagegen mien „mein“, Lien „Lein“) (Mackel 1905, §406; Prignitz)
- -el, mnd. -el: Prangel „großer Knittel“, Rankel „Ranke“, Srumpel „Runzel“, Rådel „Kornrade“, Kantel „Lineal“, Riekel < Friederike (Mackel 1905, §407; Prignitz)
- -els < as. -isli, bildet deverbale Neutra mit konkreter Bedeutung: Häcksel „Häcksel“, Straidels „Streu“, Brådels „mit Essig und Zwieback gebratene Rindfleischstücke“, Stippels „Art Tunke“, Backels „soviel, wie auf einmal gebacken wird“, Afharkels „das, was von einer Fuhre Heu, Stroh abgeharkt wird“, Uutfäägels „Kehricht“ (Mackel 1905, §408; Prignitz)

##### Bildung von Adjektiva
- -er bildet Komparative, -st Superlative: klouk, kläuker, kläukst „klug“, arm, ärmer, ärmst „arm“, junk, jünger, jüngst „jung“, leif, leiwer, leiwst „lieb“, düür, düürer, düürst „teuer“, wiet, wierer, wierst „weit“, breet, breerer, breerst „breit“, hooch, hööger, hööchst „hoch“, nåh, näger, näächst „nah“, groot, grötter, gröttst „groß“, witt, witter, wittst „weiß“ (Mackel 1905, §344, Prignitz)
  - auch angewendet auf Präpositionen: achter, achters „hinter“, ünner, ünnelst „unter“, hinner, hinnelst „hinter“, vör, vödelst „vor“
  - auch angewendet auf Adverbien: middel, middelst „mittel“, båm’, båmelst „oben“
- -ich, mnd. -ig
  - zur Bezeichnung attributiver Adjektive: doorich „tot“ (attr., präd. doot); nåktich „nakt“ (attr., präd. nåkt), barftich „barfuß“ (attr., präd. barft) (Mackel 1905, §413; Prignitz)
  - bildet Adjektive von Partizipien: gläunich „glühend“, kookennich „kochend“ (Mackel 1905, §413; Prignitz)
  - analogisch: apartich „eigenartig“ (frz. à part), enfåmtich „niederträchtig“ (frz. infâme), eenkallöörich „einfarbig“ (frz. couleur); lääwich „lebendig“ (wohl nach doorich „tot“) (Mackel 1905, §413; Prignitz)
  - deverbales -erich < -er + -ich: schlääprich „schläfrig“, äätrich „ein Gelüst nach Essen spürend“ (mi is so äätrich tou mour „mir ist so ä. zumute“), läumerich „trübe“ (läumern „trübe machen“) (Mackel 1905, §415; Prignitz)
  - -lich eventuell hochdeutsch (oder durch -ig) beeinflusst, doch schon mnd. neben -lik belegt (Mackel 1905, §121)[20]
    - analogisch and Fremdworten: plääseerlich „pläsierlich“, schaneerlich „genierlich“ (Mackel 1905, §413, Prignitz)
- -t, mnd. -ed, wohl nach dem Vorbild des Partizip Präteritums
  - bezeichnet Körpereigenschaften: dickbuukt „dickbäuchig“, rootbackt „rotbäckig“, rootsnuut’t „rotnasig“, lankbeent „langbeinig“ (Mackel 1905, §414; Prignitz)
- -såm vgl. hd. -sam: lanksåm „langsam“, sporsåm „sparsam“, möhsåm „mühsam“ (Mackel 1905, §121)[20]
- -bor vgl. hd. -bar: åpenbor „offenbar“, achtbor „achtbar“, dankbor „dankbar“ (Mackel 1905, §121)[20]

##### Bildung von Adverbien
- -s: foorts „sofort“, twoors „zwar“, ens „einst, einmal“, liekers „gleichwohl“, öfters „öfter“, duntoumåls „dazumal“, unverwooerns „unversehens“, vergääws „vergebens“, upstunns, upstääs „jetzt“, atjüüs, atjees, atjee „adieu“, mütsåmps „zusammen mit“, vörwärts „vorwärts“, sietwärts „seitwärts“, trüchwärts, trüchnooers „rückwärts“, ünnerwäängs „unterwegs“, eenerwängs „irgendwo“, ännerwäängs „anderswo“; upstännåtsch (*upstännåts) „obstinat“ (Mackel 1905, §416, Prignitz)
- -n: ääwersten „aber“ (neben ääwer; humoristisch) (Mackel 1905, §417, Prignitz)
  - meist in Verbindung mit -s: föörtsen „sofort“, glieksen „gleich“, jichtens „irgend“, köttens „kürzlich“, vullens „vollends“ (Mackel 1905, §417; Prignitz)

##### Bildung von Verben
- -ern, mnd. -eren bildet(e) iterative Verben (Mackel 1905, §415, 418; Prignitz): blenkern „blinken“ (mnd. blenkeren), wöltern „wälzen“ (mnd. welteren)
  - Neubildungen: plinkern „zublinzeln“, flunkern „jmd. etw. aufbinden“, hölkern „aushöhlen“, fuschern „mogeln“, schuddern „Schüttelfrost haben“, düükern „tauchen“, stääkern „stochern“, klabasdern „schnell laufen, fahren“, slenkern „schlenkern“, snickern „schnitzen“, beschummeln „betrügen“, fisseln „fein regnen“, drüppeln „tröpfeln“, fummeln „heimlich befühlen“ (Mackel 1905, §418; Prignitz)
  - Grundlage von -erich zur Bildung von Adjektiven: schlääprich „schläfrig“, äätrich „ein Gelüst nach Essen spürend“ (mi is so äätrich tou mour „mir ist so ä. zumute“), läumerich „trübe“ (läumern „trübe machen“) (Mackel 1905, §415; Prignitz)
- -eln, mnd. -elen: gniedeln „massieren“, sawweln „geifern“ (Mackel 1905, §418; Prignitz)
- -sen, -schen: aflucksen „betrügerisch abnehmen“, schupsen „stoßen“, mucksen „einen Muck zu sagen wagen“, flitzen, flitschen „schnell vorbeieilen“, uutglitschen „ausgleiten“ (Mackel 1905, §419; Prignitz)

##### Wortzusammensetzungen
- Kompositionsfuge -en- (Mackel 1905, §410; Prignitz)
  - in ursprünglich stark flektierenden Nomina: Äntenflott „Entengrütze“, Weitenborn’ „Weizenboden“
  - durch analoge Ausbreitung: Breimendråger „Briefträger“, Hochtietenbirrer „Hochzeitsbitter“, Hochtietengäst „Hochzeitsgäste“
- Kompositionsfuge -s- (Mackel 1905, §410; Prignitz)
  - in Worten, die früher den Genitiv auf -s gebildet haben: Düüwelswärk „Teufelswerk“, Johrstiet „Jahreszeit“, Dåghslicht „Tageslicht“, Swiensbosten „Schweinsborsten“, Slåpenstiet „Schlafenszeit“
  - in Worten mit Plural auf -s: Deernsschött „Mädchenschürze“, Frouenshämm’ „Frauenhemd“, Frouenslüür pl. „Frauen“
- Kompositionsfuge -el-(Mackel 1905, §411, Prignitz)
  - < mnd. -el: Backeltroch „Backtrog“, Backelbusch „Busch zum Heizen des Backofens“, Knüttelsticken „Stricknadeln“, Swingelheer „grobe Heede“, Afsetteldach „dritter Feiertag“, Fastelåhmt „Fastnacht“; Kinnelbeer „Kindelbier“, Werkeldach „Werktag“, Fitzelbant „Fitzelband“; Pääkelfleesch „Pökelfleisch“, Tittelmees „Blaumeise“; evtl. Stickelbeer „Stachelbeere“, Schachtelhalm „Schachtelhalm“

### Syntax
Mit dem IDS-Korpus Deutsche Mundarten: DDR existiert ein teilweise transkribiertes Audiokorpus, das auch die märkischen Dialekte beinhaltet.

#### Umschreibung des Genitivs
Der Genitiv ist bis auf Reste in formelhaften Wendungen verloren gegangen und wird durch den Akkusativ umschrieben (der hier einen älteren Dativ vertritt). Für die Prignitz gibt Mackel (1905, §317) folgende Beispiele:
- dänn’ Mann sien Kou „des Mannes Kuh“
- düss Kou ehr Kalf „das Kalb dieser Kuh“
- dät Kint sien Bouk „das Buch des Kindes“

#### Kopulasätze
Nach Mackel (1905, §316) trägt das Prädikatsnomen von Kopulasätzen stets den Akkusativ (Objektfall):
- Hei is’n gourn’ Keerdl „er ist ein guter Mensch“ (Prignitz)

Dies gilt für Sätze mit „sein“, aber auch für „bleiben“, „werden“, „scheinen“ usw.

#### Verbalkomplex
Auf Grundlage des IDS-Korpus Deutsche Mundarten: DDR beobachtete Weber (2014) Besonderheiten in der Bildung des Verbalkomplexes, wobei neben der Standardvariante auch Umstellungen zulässig sind:
- wenn wi Kinner denn rutjahn sind „wenn wir Kinder dann rausgegangen sind“ (wie Schriftdeutsch)
- as ick Murer bin west „als ich Maurer gewesen bin“ (wörtlich: „... bin gewesen“)

Bedauerlicherweise trennt die Studie (und das Korpus) nicht zwischen Mittelmärkisch, Nordmärkisch und modernen Regiolekten, die Masse von Weber (2014) zitierten Belege sind aber, sofern sie überhaupt niederdeutsch sind und ihre sprachlichen Merkmale eine Zuordnung gestatten, nordmärkisch oder mittelpommersch.
Schmidt (1909) gibt einen eindeutig nordmärkischen Beleg aus Blankenburg, Uckermark:
- Jürgen Feitsch führt eens et Åbens, as et schummrich weerd wull', met'n Fuhr Holt bi den See vœrbi. „Georg Feitsch fährt einmal des Abends, als es schummrig wird wollen, mit einem Fuder Holt am See vorbei.“[26]

## Sprachdokumentation und -pflege
Das Nordmärkische besitzt eine eigene Dialektliteratur. Beispielhafte Autoren sind:
- Wilhelm Bornemann (1766–1851, Altmark)[27]
- Herrmann Graebke (1833–1909, Prignitz)
- Max Lindow (1875–1950, Uckermark [Mittelpommersch])[28]
- Erna Taege-Röhnisch (1909–1998, Uckermark)

Mit Mackel (1905) liegt eine Grammatik für die Prignitz vor, die auch das dortige Nordmärkische abdeckt (allerdings nicht ausschließlich dieses, nmk. ist genau sein „monophthongisches Gebiet“). Beschreibungen des nmk. Vokalismus sind Teuchert (1907) für die Uckermark und Pfaff (1898) für das Mittelpommersche. Weitere nmk. Ortsgrammatiken nennt die Auswahlbibliographie von Teepe et al. (1983, S. 130–134) nicht. Im Vergleich zum Mittelmärkischen ist das Nordmärkische damit weitgehend undokumentiert.
In der Uckermark und in der Prignitz galt der Dialekt gegen Ende der DDR-Zeit als relativ gut bewahrt (Bock & Langner 1989, S. 238), und wird auch heute noch gesprochen, jedoch fast ausschließlich von Personen, die vor 1975 geboren wurden. In der Uckermark wurde gemäß einer Erhebung Mitte der 1990er Jahre „von 5–15 % der Bevölkerung regelmäßig oder gelegentlich platt gesprochen ... [, jedoch u]nter Jugendlichen ist die Beherrschung des Plattdeutschen eine seltene, kaum auffindbare Ausnahme.“
Der Wortschatz des Nordmärkischen ist beschrieben im Brandenburg-Berlinischen Wörterbuch, teilweise auch im Mittelelbischen Wörterbuch. Ein regionales Wörterbuch, das das Nordmärkische betrifft ist Danneil (1859) für die Altmark, insbes. Salzwedel. Das Nordmärkische wird u. a. durch verschiedene Vereine gepflegt, die teilweise auch aktiv Dialektliteratur publizieren. Unter anderem wurde 2019 eine Plattfibel für Drittklässler auf Basis des uckermärkischen und Prignitzer Platt erarbeitet, die 2020 veröffentlicht wurde.

## Leseproben

### Uckermarkerlied
Wat is’t för’n Land! / Böm an de Kant,

Eeken in d’Heid, / Veh up de Weid.

Schön is un stolt un stark / Uns’ leew oll Uckermark. (...)

Grön steiht de Soot! / ’t giff wedder Brot!

Hinner den Gor’n / Ruscht ball dat Korn.

Nehmt Plog un Seiß un Hark, / Arbeit’t in d’Uckermark. (...)
Max Lindow, Uckermarkerlied.

### Kriegswitfru („Kriegswitwe“)
As du hest weg müßt, / dät letzte Mol dunn / noh de Frunt,

ich hebb dacht, dät ritt mi / midden verneen.

Wi hebben uns noch met de Ogen hollen, / un dänn

stünn ick dor up dän Bahnhoff / alleen.

Dät schwatte Schwerk hett sich / öwer de Menschheit schmäten

as en will Diert, / schlöög allens to Moos un Jruus,

hett dän Bahnhoff in Klump schlohn, / de Schienen upräten,

dor keem kene Bahn miehr / noh Huus.

Ick hebb luert und luert, / miene Hoor sind verjriest, / dor is nüscht mierh koom.

Äwer öfter nachtens unwohrens / steihst du un kickst mi an / as dunn up dän Bahnhoff.

Dänn fohr ick up ut’n Schloop / un flister in’n Dustern / dien’n Noom.
Erna Taege-Röhnisch, Kriegswitfru (Formatierung aus Platzgründen leicht verändert. Anm.: Erna Taege-Röhnisch war eine prominente Autorin der Region. Im Gegensatz zu anderen Varietäten des Nordmärkischen war ihr Regiolekt stärker Hochdeutsch geprägt, was auf den Einfluss einer Enklave von Hessen und Pfälzern zurückgeht, die im 18. Jh. in ihr Heimatdorf eingewandert waren.)